# Huttia nigrifons
Huttia nigrifons är en insektsart som beskrevs av Myers 1924. Huttia nigrifons ingår i släktet Huttia och familjen kilstritar. Inga underarter finns listade i Catalogue of Life.